# Harvey Brooks
Harvey Brooks (Cleveland, 5 de agosto de 1915-Cambridge, 28 de mayo de 2004) fue un físico estadounidense el cual es considerado "pionero en incorporar la ciencia a las políticas públicas". Es conocido por ayudar a dar forma a las políticas científicas nacionales y formó parte de comités asesores científicos en las administraciones de los presidentes Dwight D. Eisenhower, John F. Kennedy y Lyndon B. Johnson.
También se destacó por sus contribuciones a la teoría fundamental de los semiconductores y la estructura de bandas de los metales.

## Biografía
Obtuvo una licenciatura en matemáticas en 1937 por la Universidad Yale y un doctorado por la Universidad de Harvard.
Durante la Segunda Guerra Mundial, Brooks trabajó con los Laboratorios de Sonido Submarino de Harvard, ayudando a diseñar un torpedo acústico conocido como "Fido", que los militares utilizaron durante el último año de combates. Luego pasó cuatro años en General Electric. Posteriormente regreso a Cambridge para desempeñarse como profesor Gordon McKay de Física Aplicada y profesor Benjamin Peirce de Tecnología y Políticas Públicas en la Universidad de Harvard. Así mismo fue decano de la División de Ingeniería y Ciencias Aplicadas de la Universidad de Harvard.
Fue el fundador y editor en jefe de la Revista Internacional de Física y Química de Sólidos. También fue elegido miembro de la Academia Nacional de Ingeniería "por sus contribuciones técnicas a la ingeniería de estado sólido y los reactores nucleares; liderazgo en las decisiones tecnológicas nacionales".

## Premios y honores
Fue presidente de la Academia Estadounidense de Artes y Ciencias y miembro de la Academia Nacional de Ciencias, la Academia Nacional de Ingeniería, la Sociedad Filosófica Estadounidense, y el Consejo de Relaciones Exteriores.
Recibió el Premio Ernest O. Lawrence de la Comisión de Energía Atómica y el Premio Philip Hauge Abelson de la Asociación Estadounidense para el Avance de la Ciencia.